# Кузнецов Сергій В'ячеславович
Сергій В'ячеславович Кузнецов (біл. Сяргей Вячаслававич Кузняцоў, нар. 3 жовтня 1979, Мінськ, БРСР) — білоруський футболіст, захисник, нині — тренер. 

## Клубна кар'єра
Вихованець мінської школи «Зміна». Перший тренер — Михайло Францевич Шутович.
У вищій лізі чемпіонату Білорусі виступав за клуби БАТЕ, «Нафтан», «Граніт» і брестське «Динамо», в українській прем'єр-лізі — «Металіст», «Таврію» і київський «Арсенал».
Потім виступав у турнірах ААФУ за «Бучу» та «Колос» (Ковалівка), за який влітку 2015 року був заявлений на першість Другої ліги сезону 2015/16 років, однак на поле не виходив.

## Кар'єра в збірній
Провів один матч за молодіжну збірну Білорусі.

## Кар'єра тренера
З літа 2015 року працював помічником головного тренера клубу «Колос» (Ковалівка) Руслана Костишина, після звільнення якого 29 серпня 2021 року став в.о. головного тренера клубу. Новому тренеру не вдалося стабілізувати гру команди, «Колос» під керівництвом білоруса вилетів з Кубку України, а після домашньої поразки 0:1 від «Львова» Кузнецов на початку листопада 2021 року подав у відставку.

## Досягнення
БАТЕ
- Білоруська футбольна вища ліга
  -  Чемпіон (1): 1999
  -  Срібний призер (1): 2000

Металіст (Харків)
- Прем'єр-ліга (Україна)
  -  Бронзовий призер (1): 2006/07